# Europamästerskapen i skidskytte 2008
Europamästerskapen i skidskytte 2008 genomfördes 20 - 24 februari 2008 i Nové Město na Moravě, Tjeckien.

## Distans herrar 20 kilometer
| Placering | Åkare           | Land     |
| --------- | --------------- | -------- |
| 1.        | Tomasz Sikora   | Polen    |
| 2.        | Michal Šlesingr | Tjeckien |
| 3.        | Sergej Balandin | Ryssland |

Svenskarnas placeringar
| Placering | Åkare                |
| --------- | -------------------- |
| 29.       | Jörgen Brink         |
| 58.       | Sebastian Wredenberg |

## Distans damer 15 kilometer
| Placering | Åkare                   | Land      |
| --------- | ----------------------- | --------- |
| 1.        | Natalia Levtjenkova     | Moldavien |
| 2.        | Kjersti Isaksen         | Norge     |
| 3.        | Lilia Vajgina-Jefremova | Ukraina   |

Svensk placering
| Placering | Åkare         |
| --------- | ------------- |
| 49.       | Elin Mattsson |

## Sprint herrar 10 kilometer
| Placering | Åkare           | Land     |
| --------- | --------------- | -------- |
| 1.        | Artem Gusev     | Ryssland |
| 2.        | Stian Eckhoff   | Norge    |
| 3.        | Michal Šlesingr | Tjeckien |

Svenskarnas placeringar
| Placering | Åkare                |
| --------- | -------------------- |
| 14.       | Jörgen Brink         |
| 38.       | Sebastian Wredenberg |

## Sprint damer 7,5 kilometer
| Placering | Åkare            | Land     |
| --------- | ---------------- | -------- |
| 1.        | Oksana Jakovleva | Ukraina  |
| 2.        | Zuzana Tryznová  | Tjeckien |
| 3.        | Nina Karasevitj  | Ukraina  |

Svensk placering
| Placering | Åkare         |
| --------- | ------------- |
| 34.       | Elin Mattsson |

## Jaktstart herrar 12,5 kilometer
| Placering | Åkare            | Land     |
| --------- | ---------------- | -------- |
| 1.        | Sergej Konovalov | Ryssland |
| 2.        | Artem Gusev      | Ryssland |
| 3.        | Maksim Maksimov  | Ryssland |

Svenskarnas placeringar
| Placering | Åkare                |
| --------- | -------------------- |
| 25.       | Jörgen Brink         |
| 41.       | Sebastian Wredenberg |

## Jaktstart damer 10 kilometer
| Placering | Åkare            | Land      |
| --------- | ---------------- | --------- |
| 1.        | Nina Karasevitj  | Ukraina   |
| 2.        | Oksana Jakovleva | Ukraina   |
| 3.        | Pavlina Filipova | Bulgarien |

Svensk placering
| Placering | Åkare         |
| --------- | ------------- |
| 25.       | Elin Mattsson |

## Stafett 4 x 7,5 kilometer herrar
| Placering | Land     | Åkare                                                           |
| --------- | -------- | --------------------------------------------------------------- |
| 1.        | Ryssland | Sergej Balandin, Sergej Konovalov, Maksim Maksimov, Artem Gusev |
| 2.        | Norge    | Stian Navik, Lars Berger, Stian Eckhoff, Magne Thorleiv Rönning |
| 3.        | Tjeckien | Michal Šlesingr, Tomáš Holubec, Ondrej Moravec, Zdeněk Vítek    |

| Placering | Land    | Åkare                                                               |
| --------- | ------- | ------------------------------------------------------------------- |
| 12.       | Sverige | Jörgen Brink, Sebastian Wredenberg, Tobias Arwidsson, Erik Forsgren |

## Stafett 4 x 6 kilometer damer
| Placering | Land     | Åkare                                                               |
| --------- | -------- | ------------------------------------------------------------------- |
| 1.        | Ukraina  | Oksana Jakovleva, Vita Semerenko, Valj Semerenko, Oksana Chvostenko |
| 2.        | Tyskland | Tina Bachmann, Ute Niziak, Juliane Döll, Jenny Adler                |
| 3.        | Norge    | Liv Kjersti Eikeland, Else Ringen, Kjersti Isaksen, Eline Fannemel  |

| Placering | Land    | Åkare                                                      |
| --------- | ------- | ---------------------------------------------------------- |
| 8.        | Sverige | Sanna Eklund, Elin Mattsson, Emelie Larsson, Kim Adolfsson |